# 어도비 온로케이션
어도비 온로케이션(Adobe OnLocation, 이전 이름: Serious Magic DV Rack)은 직접 디스크 녹화 및 모니터링 소프트웨어이다. 녹화되는 콘텐츠에 메타데이터를 추가하는 기능을 지원한다.
2004년 9월 시리어스 매직(Serious Magic, Inc)사가 개발하였다가 2006년 어도비 시스템즈에 인수되었다. 어도비 온로케이션은 단일 제품으로 출시되지 않고 있으며 어도비 프리미어 프로 CS5 또는 어도비 프로덕션 프리미어 CS5 또는 어도비 마스터 콜렉션 CS5을 구매해야 이용할 수 있다. CS4 버전을 기점으로 온로케이션은 윈도와 더불어 맥 OS X을 구동하는 인텔 기반 매킨토시 컴퓨터에서 이용할 수 있다. 그 이전 버전에서는 윈도우에서만 이용할 수 있었다.
어도비는 2012년 4월 23일에 온로케이션의 지원을 중단한 뒤, 사용자들이 어도비 프리루드 응용 프로그램으로 갈아탈 것을 권장하고 있다.